# Hans-Dieter Lucas

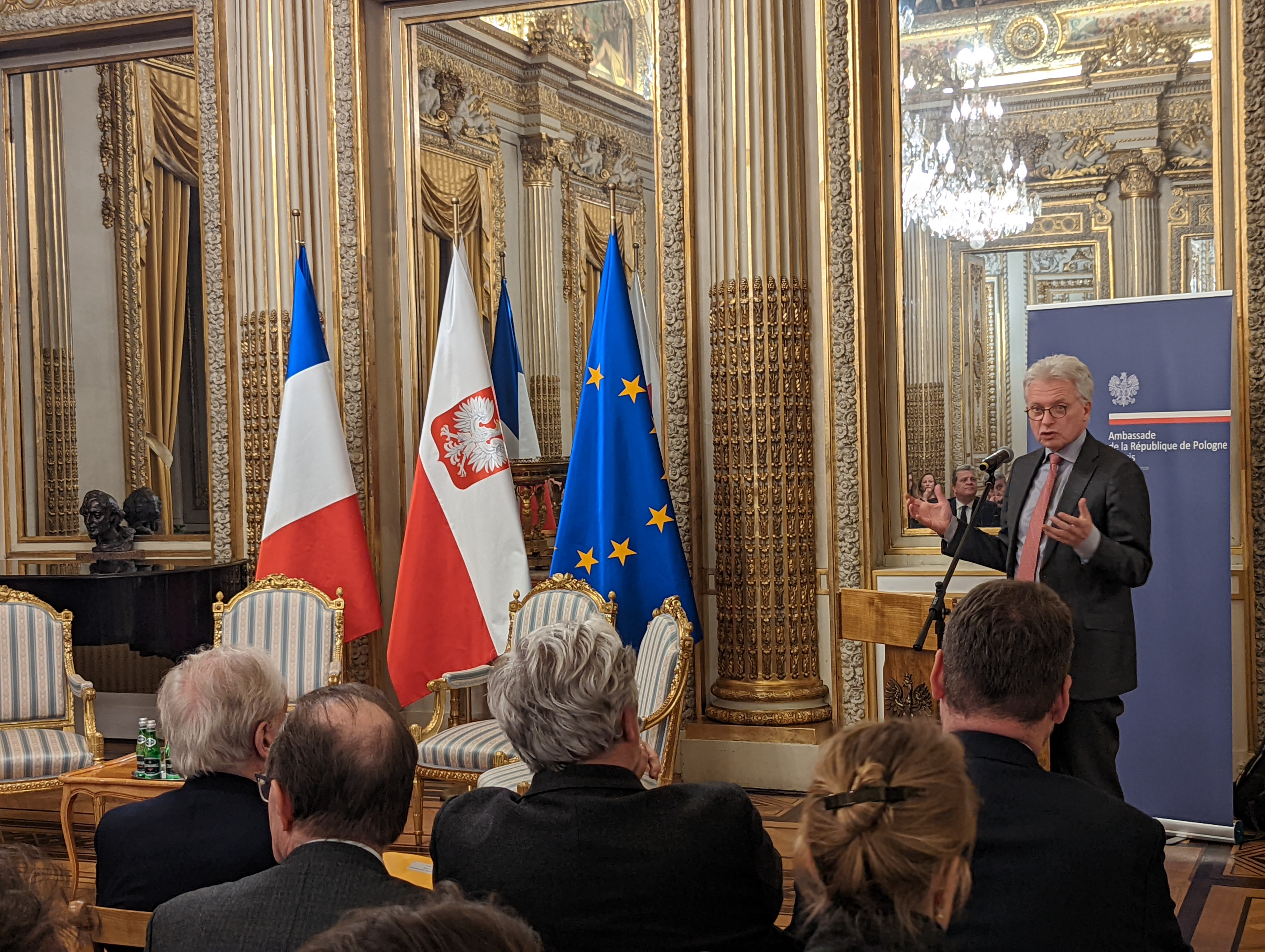
Hans-Dieter Lucas (2023)

Hans-Dieter Lucas (* 11. Oktober 1959 in Jülich) ist ein deutscher Diplomat im Ruhestand. Er war Ständiger Vertreter Deutschlands bei der NATO, deutscher Botschafter in Frankreich und Monaco und deutscher Botschafter in Italien und San Marino.

## Leben
Lucas begann nach dem Abitur 1978 ein Studium der Geschichte, der Politischen Wissenschaft, der Rechtswissenschaft und der Katholischen Theologie an der Rheinischen Friedrich-Wilhelms-Universität Bonn sowie in Paris und schloss dieses Studium 1984 ab. 1985 begann er seine Attachéausbildung an der Aus- und Fortbildungsstätte des Auswärtigen Amtes in Bonn-Ippendorf. Nach Beendigung dieser Ausbildung mit der Laufbahnprüfung war er zwischen 1987 und 1989 zunächst Referent in der Politischen Abteilung des Auswärtigen Amtes in Bonn sowie anschließend von 1989 bis 1991 in der Wirtschaftsabteilung der Botschaft Moskau. 1990 promovierte er an der Universität Bonn mit einer Dissertation mit dem Titel Europa vom Atlantik bis zum Ural? Europapolitik und Europadenken im Frankreich der Ära de Gaulle (1958–1969). Nach seiner Rückkehr arbeitete er zwischen 1991 und 1995 als Referent im Referat Baltische Staaten der Politischen Abteilung des Auswärtigen Amtes und fungierte im Anschluss von 1995 bis 1998 als Leiter des Persönlichen Büros des ehemaligen Bundesaußenministers Hans-Dietrich Genscher, ehe er zwischen 1998 und 1999 Leiter des Redenschreiberstabes des bisherigen Bundesaußenministers Klaus Kinkel war.
1999 wechselte Lucas als Leiter der Presseabteilung an die Botschaft Washington und war dort bis 2003 tätig. Danach arbeitete er zwischen 2003 und 2006 als Referatsleiter für Mittel-, Südost-, Osteuropa, Südkaukasus, Zentralasien der Außen- und Sicherheitspolitischen Abteilung im Bundeskanzleramt sowie von 2006 bis 2010 als Beauftragter für Osteuropa, Kaukasus und Zentralasien im Range eines Botschafters im Auswärtigen Amt. Nachdem er zwischen 2010 und 2011 im Range eines Botschafters Vertreter der Bundesrepublik Deutschland im Politischen und Sicherheitspolitischen Komitee der Europäischen Union (EU) in Brüssel war, fungierte er von 2011 bis 2015 als Politischer Direktor im Auswärtigen Amt in Berlin. In dieser Funktion war er u. a. deutscher Verhandlungsführer bei den mehrjährigen Verhandlungen zwischen den EU3+3 (China, Deutschland, Frankreich, Russland, U.S.A, das Vereinigte Königreich sowie die Europäische Union) und dem Iran. Die Verhandlungen führten am 14. Juli 2015 zu dem Abschluss des Joint Comprehensive Plan of Action (JCPOA).
Im Juli 2015 wurde Lucas Nachfolger von Martin Erdmann als Ständiger Vertreter Deutschlands bei der NATO in Brüssel. Im September 2020 folgte er Nikolaus Meyer-Landrut auf dem Posten des Deutschen Botschafters in Frankreich.
Im September 2023 wurde Lucas Botschafter der Bundesrepublik Deutschland in Italien und San Marino. Anfang August 2025 trat Lucas in den Ruhestand.
Lucas, der verheiratet und Vater eines Sohnes ist, erhielt 2015 das Verdienstkreuz 1. Klasse des Verdienstordens der Bundesrepublik Deutschland, 2016 das Ritterkreuz der Ehrenlegion der Französischen Republik und 2020 das Ehrenkreuz der Bundeswehr in Gold.

## Veröffentlichungen
- Europa vom Atlantik bis zum Ural? Europapolitik und Europadenken im Frankreich der Ära de Gaulle (1958–1969), Dissertation Universität Bonn, Bouvier Verlag 1992, ISBN 978-3-416-02400-6
- Genscher, Deutschland und Europa, Nomos Verlag 2002, ISBN 978-3-7890-7816-3
- Die Welt aus den Fugen. Wertgebundene Sicherheitspolitik im 21. Jahrhundert, in: Michael Rutz (Hrsg.): Gefährdete Welt. Einsichten und Auswege, Herder Verlag, 2018, S. 27–49 978-3451399862

## Weblink / Quelle
- Lebenslauf. In: Webseite der Deutschen Vertretungen in Italien. Abgerufen am 2. November 2023.